# 原山海里
原山 海里（はらやま かいり、1997年11月1日 - ）は、埼玉県上尾市出身の元サッカー選手。ポジションはディフェンダー(DF)、ミッドフィルダー (MF)。

## 来歴
青森山田高校の時に第94回全国高校サッカー選手権大会に出場し、3回戦の桐光学園高校戦で後半アディッショナルタイムに同点ゴールをアシストした原山のライナー性のロングスローを入れている（チームのその後PK戦で勝利している）。
その後東京学芸大学に進学し、2020年にいわてグルージャ盛岡に加入。しかし1試合も出場できないまま、この年に契約満了。
2021年、ヴァンラーレ八戸に移籍。3月21日、J3第2節のカターレ富山戦で途中出場からJリーグデビューを果たした。11月、2021シーズン限りでの退団が発表。同年12月9日、フクダ電子アリーナで行われたJリーグ合同トライアウトに出場した。
2022年2月10日にホンダロックSCへの移籍が発表。
2023年を以てミネベアミツミFCを退団。11月22日、現役引退をSNSで発表した。

## 所属クラブ
- クマガヤSC　[3]
- 青森山田高校 [3]
- 東京学芸大学
- 2020年  いわてグルージャ盛岡
- 2021年  ヴァンラーレ八戸
- 2022年 - 2023年  ホンダロックSC / ミネベアミツミFC

## 個人成績
| 国内大会個人成績 | 国内大会個人成績            | 国内大会個人成績 | 国内大会個人成績 | 国内大会個人成績 | 国内大会個人成績 | 国内大会個人成績 | 国内大会個人成績 | 国内大会個人成績 | 国内大会個人成績 | 国内大会個人成績 | 国内大会個人成績 |
| 年度             | クラブ                      | 背番号           | リーグ           | リーグ戦         | リーグ戦         | リーグ杯         | リーグ杯         | オープン杯       | オープン杯       | 期間通算         | 期間通算         |
| 年度             | クラブ                      | 背番号           | リーグ           | 出場             | 得点             | 出場             | 得点             | 出場             | 得点             | 出場             | 得点             |
| 日本             | 日本                        | 日本             | 日本             | リーグ戦         | リーグ戦         | リーグ杯         | リーグ杯         | 天皇杯           | 天皇杯           | 期間通算         | 期間通算         |
| ---------------- | --------------------------- | ---------------- | ---------------- | ---------------- | ---------------- | ---------------- | ---------------- | ---------------- | ---------------- | ---------------- | ---------------- |
| 2020             | 岩手                        | 24               | J3               | 0                | 0                | -                | -                | -                | -                | 0                | 0                |
| 2021             | 八戸                        | 24               | J3               | 6                | 0                | -                | -                | 3                | 1                | 9                | 1                |
| 2022             | ホンダロック ミネベアミツミ | 18               | JFL              | 27               | 2                | -                | -                | 2                | 0                | 29               | 2                |
| 2023             | ホンダロック ミネベアミツミ | 18               | JFL              | 5                | 0                | -                | -                | -                | -                | 5                | 0                |
| 通算             | 日本                        | 日本             | J3               | 6                | 0                | -                | -                | 3                | 1                | 9                | 1                |
| 通算             | 日本                        | 日本             | JFL              | 32               | 2                | -                | -                | 2                | 0                | 34               | 2                |
| 総通算           | 総通算                      | 総通算           | 総通算           | 38               | 2                | -                | -                | 3                | 1                | 41               | 3                |

出場歴
- Jリーグ初出場:2021年3月21日 J3第2節 カターレ富山戦 (富山県総合運動公園陸上競技場)